# Sinan Bolat
Sinan Bolat (n. 3 septembrie 1988, Kayseri, Turcia) este un portar turc de fotbal care joacă pentru Royal Antwerp. El a jucat pentru Turcia atât la echipele de tineret, cât și pentru naționala mare.

## Cariera pe echipe
Sinan și-a început cariera de fotbalist profesionist la vârsta de 17 ani cu Genk în 2005, dar a reușit să joace în doar trei meciuri de campionat, fiind titular în trei dintre ele. El s-a transferat la Standard Liège pe 29 decembrie 2008, cu șase luni înainte de expirarea contractului său cu Genk. El a fost dorit în această perioadă atât de Fenerbahçe, cât și de Trabzonspor din  Süper Lig.

### Standard Liège
Bolat s-a transferat la Standard Liège pentru suma de 150.000 € în fereastra de transfer din ianuarie 2009, semnând un contract pe 4 ani și jumătate.

#### Sezonul 2008-2009
Bolat a fost titular pentru Liège în returul sezonului 2008-2009, în locul lui Rorys Aragón. Bolat a jucat în ultimele șapte meciuri ale sezonului și nu a primit gol în cinci dintre ele. În celelalte două meciuri a primit doar două goluri: unul într-o victorie scor 3-1 împotriva lui Germinal Beerschot și altul într-o victorie cu 4-1 împotriva lui KV Mechelen. Bolat a fost titular și în meciul din Cupa UEFA împotriva lui SC Braga de pe 26 februarie 2009 și a reușit să nu primească gol în prima repriză. Cu toate acestea, a fost înlocuit la pauză cu Rorys Aragón, care avea mai multă  experiență, cu meciul terminându-se cu scorul de 1-1.
În ultimul meci al sezonului 2008-2009, Standard trebuia să câștige meciul din deplasare cu Gent pentru a ajunge să joace un play-off cu Anderlecht pentru titlul de campioană. (Dacă ambele echipe aveau același număr de puncte și de meciuri câștigate, atunci un play-off în dublă manșă decidea campioana.) Standardul a condus cu 1-0 până la minutul 92, atunci când unul din jucătorii echipei din Liege au comis un penalty. Bolat a devenit eroul nopții, făcând o paradă în fața lui Bryan Ruiz care i-a asigurat accederea în play-off. Standard a a câștigat și play-offul cu 2-1 la general, cu Bolat reușind să nu ia gol în una din manșe, ceea ce a dus la câștigarea campionatului pe 24 mai 2009. În primul său sezon, el a reușit să nu ia gol în șase meciuri din nouă meciuri și a scos un penalty. Câștigarea campionatului a dus la calificarea automată a lui Standard în grupele Ligii Campionilor UEFA în sezonul 2009-2010. Cluburile britanice din Premier League Manchester United și Arsenal au făcut o ofertă pentru el în mai 2009.

#### Sezonul 2009-2010
Înainte de începerea sezonului 2009-2010, Bolat și-a ajutat echipa să câștige cu 2-0 în finala  Supercupei Belgiei din 2009 împotriva lui Genk la 27 iulie 2009. În ultimul meci din grupele Ligii Campionilor împotriva lui AZ Alkmaar de pe 9 decembrie, Bolat a urcat în careul advers la o lovitură liberă din minutul 95 și a înscris golul egalizator, scor 1-1. În urma acestui rezultat echipa sa a ocupat locul trei în grupă și a obținut un loc în UEFA Europa League în detrimentul lui AZ. Astfel, Bolat și-a câștigat locul în istorie devenind singurul portar care a înscris vreodată un gol din acțiune în Liga Campionilor UEFA.

### Porto

#### Sezonul 2013-2014
Bolat a semnat pe 30 iulie 2013 un contract cu FC Porto din Primeira Liga, pe o perioadă de cinci ani.

### Club Brugge
Bolat a fost împrumutat de Porto la Club Brugge pentru sezonul 2015-2016, după ce Brugge l-a lăsat pe portarul Mathew Ryan să plece la Valencia.

## Cariera la națională
Bolat a jucat la echipele de tineret ale Turciei, fiind convocat de patru ori la naționala sub 19 ani și de trei ori la cea sub sub 21 de ani. El a fost chemat la echipa națională mare a Turciei de către selecționerul Fatih Terim pentru meciurile de calificare la Campionatul Mondial din 2010, în septembrie 2009, dar a fost rezervă neutilizată
Bolat a jucat pentru prima dată la națională la 10 august 2011 într-un meci amical cu Estonia de pe Türk Telekom Arena, câștigat cu 3-0.